# Peter Whiteside
Peter Whiteside (* 23. Juni 1952 in Middlesbrough; † 14. April 2020 in Peterborough) war ein britischer Moderner Fünfkämpfer.

## Biografie
Peter Whiteside wuchs in Marton, einem Stadtteil von Middlesbrough, auf. Bei den Olympischen Sommerspielen 1980 nahm er an beiden Wettkämpfen im Modernen Fünfkampf teil. Im Einzel belegte er den 21. Rang und in der Mannschaftswertung wurde er mit dem britischen Team Achter. Besonders im Schwimmen war Whiteside sehr gut; so durchschwamm er zwei Mal den Ärmelkanal. Er war gelernter Mechaniker und diente als Soldat in der British Army.
Nach seiner Karriere trainierte der junge Sportler im Fechten und zog schließlich 2007 mit seiner Frau Linda nach Zypern, wo das Paar ein Sporternährungsgeschäft eröffnete. Ein Jahr später wurde ein Gehirntumor diagnostiziert, der operativ entfernt wurde. Im Alter von 60 Jahren nahm er noch an zwei Triathlons auf Zypern teil. 2016 wurde jedoch ein zweiter Tumor festgestellt, der zwar auch entfernt wurde, jedoch verschlechterte sich sein Zustand und Whiteside erlitt eine Hirnverletzung. Das Paar kehrte nach England zurück und Peter Whiteside wurde fortan im Eagle Wood Neurological Care Center in Peterborough behandelt. Dort starb er im April 2020 während der COVID-19-Pandemie, nachdem er mit dem SARS-CoV-2-Virus infiziert worden war.